# Weissia pallidiseta
Weissia pallidiseta là một loài rêu trong họ Pottiaceae. Loài này được Brid. mô tả khoa học đầu tiên năm 1819.